# 大町エネルギー博物館
大町エネルギー博物館（おおまちエネルギーはくぶつかん）は長野県大町市にある博物館。1982年4月27日開館。公益財団法人大町エネルギー博物館（法人番号：8100005007403）が運営している。

## 概要
戦前から水力発電の開発が行われ、戦後は黒部ダムの建設基地となった大町市にあって、自然と調和したエネルギーの開発、国民生活との関わり等の研究、教育、普及活動を行う主旨のもと、大町市や関西電力、東京電力、中部電力など電力会社が財団を組織し、設立された。
水力発電に関する実物を中心として、火力発電、原子力発電、未来エネルギー等を模型とともに展示し、エネルギーの基礎について解説を行うほか、エネルギーに関する資料を収集、保管、展示している。
併設のプラネタリウムは8mドームで、3Dデジタル投影システム「Mitaka」を採用している。

## 展示内容
- 水車発電機各種
- 太陽光発電噴水
- リニアモーターカーほか、電磁誘導関係模型
- 太陽電池電車模型
- 風力発電模型
- 波流発電模型
- エアタービン発電機
- 大気圧体感展示各種
- ボールコースター

など

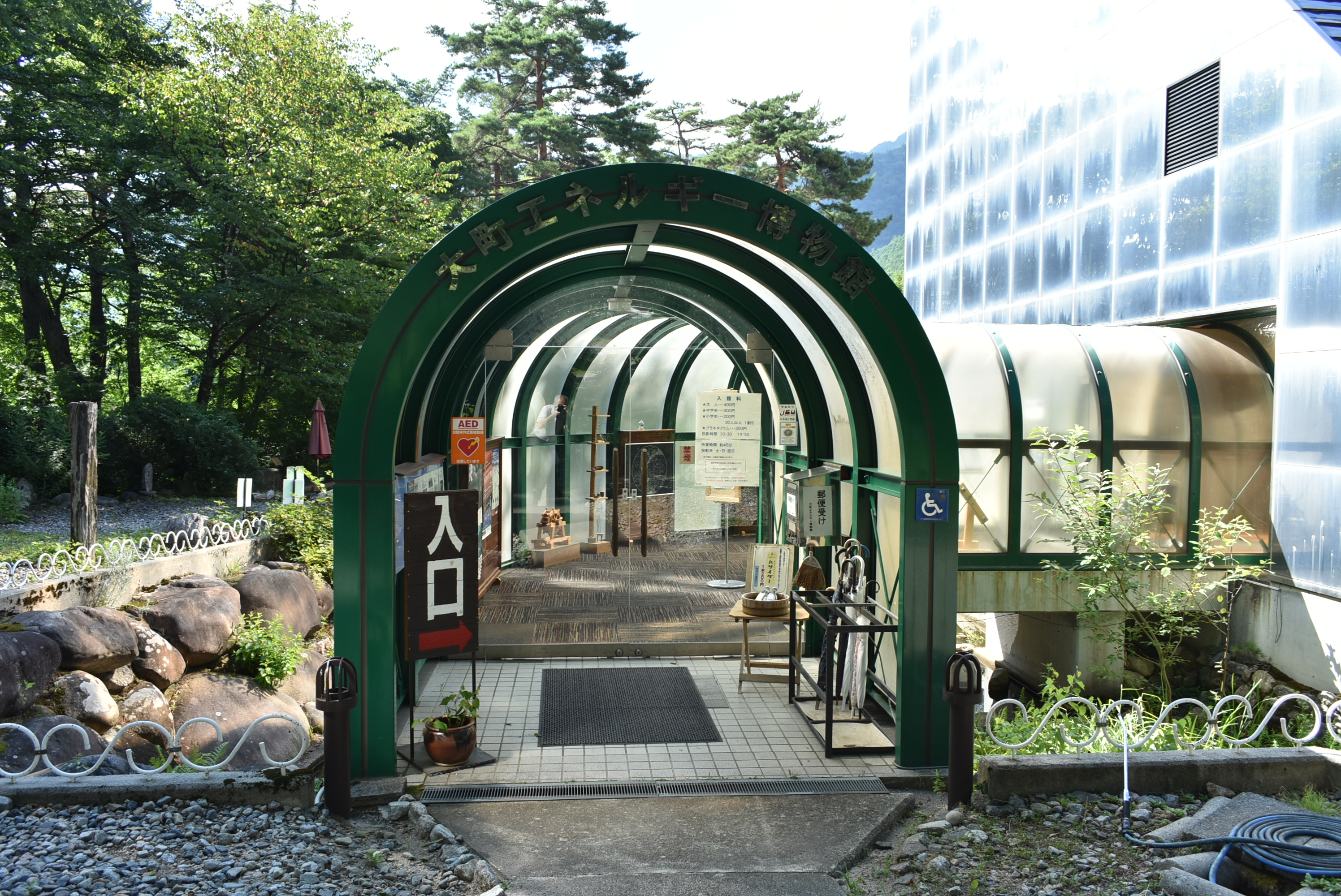
エントランス
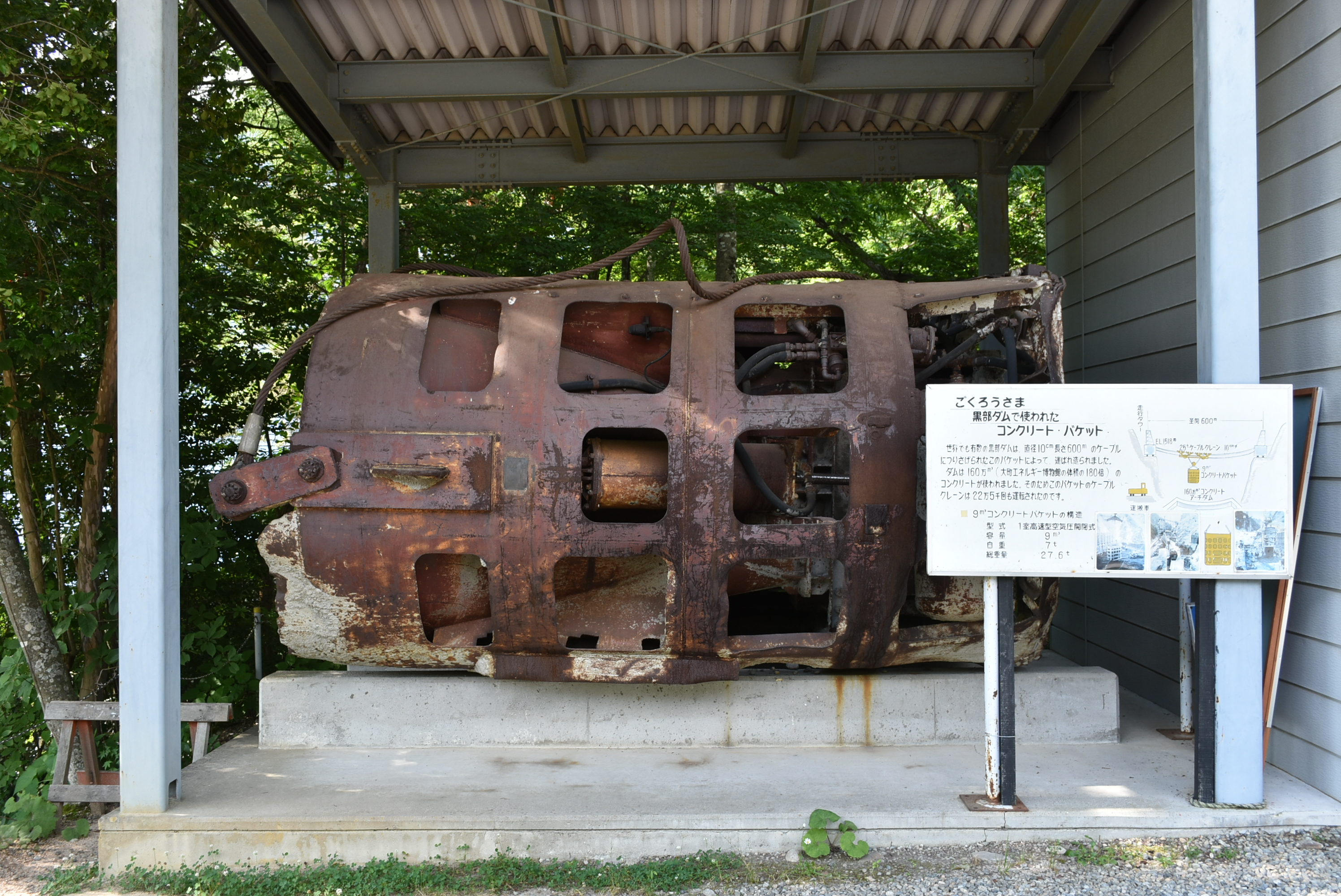
黒部ダム建設工事用コンクリートバケット
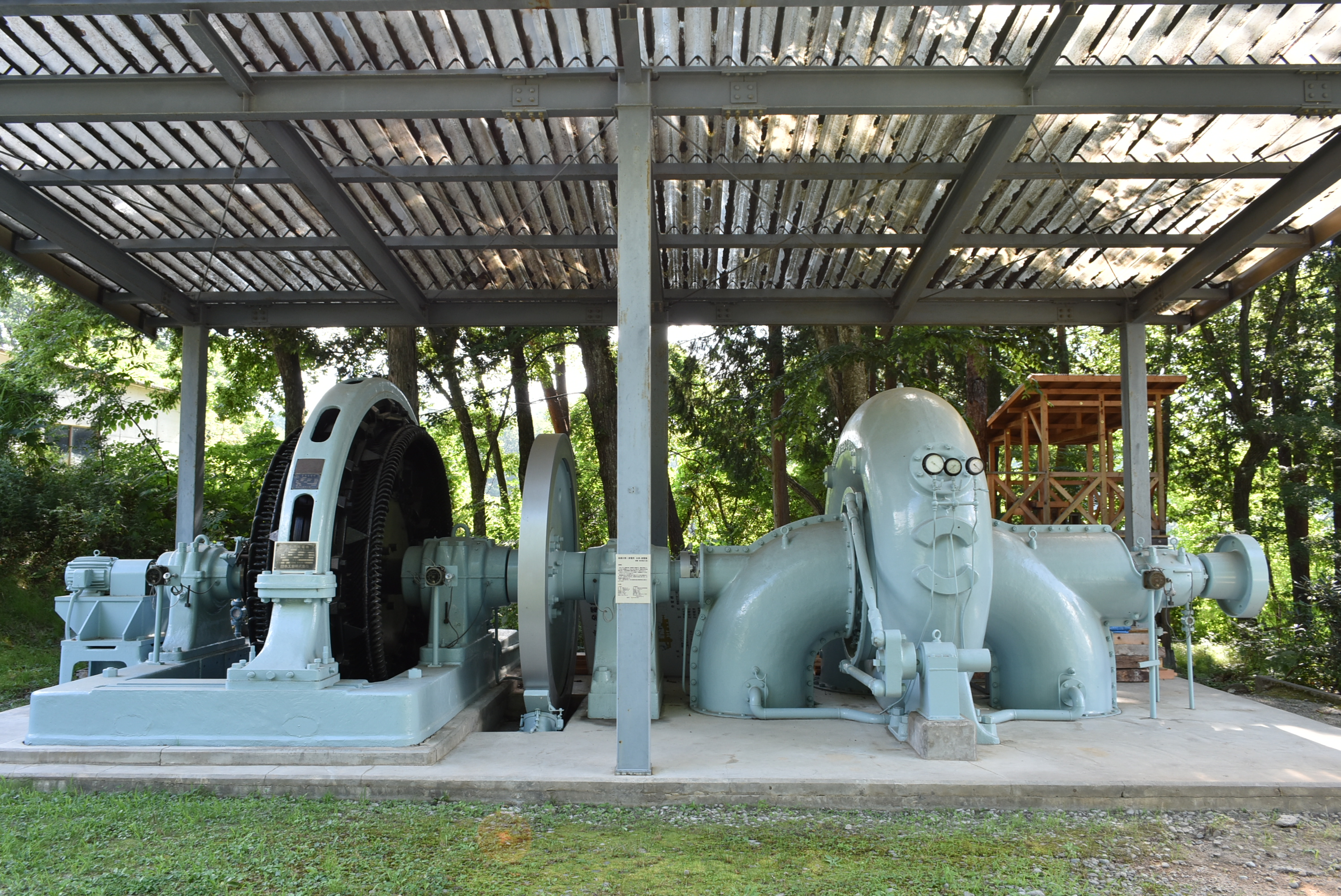
高瀬川第一発電所水車発電機
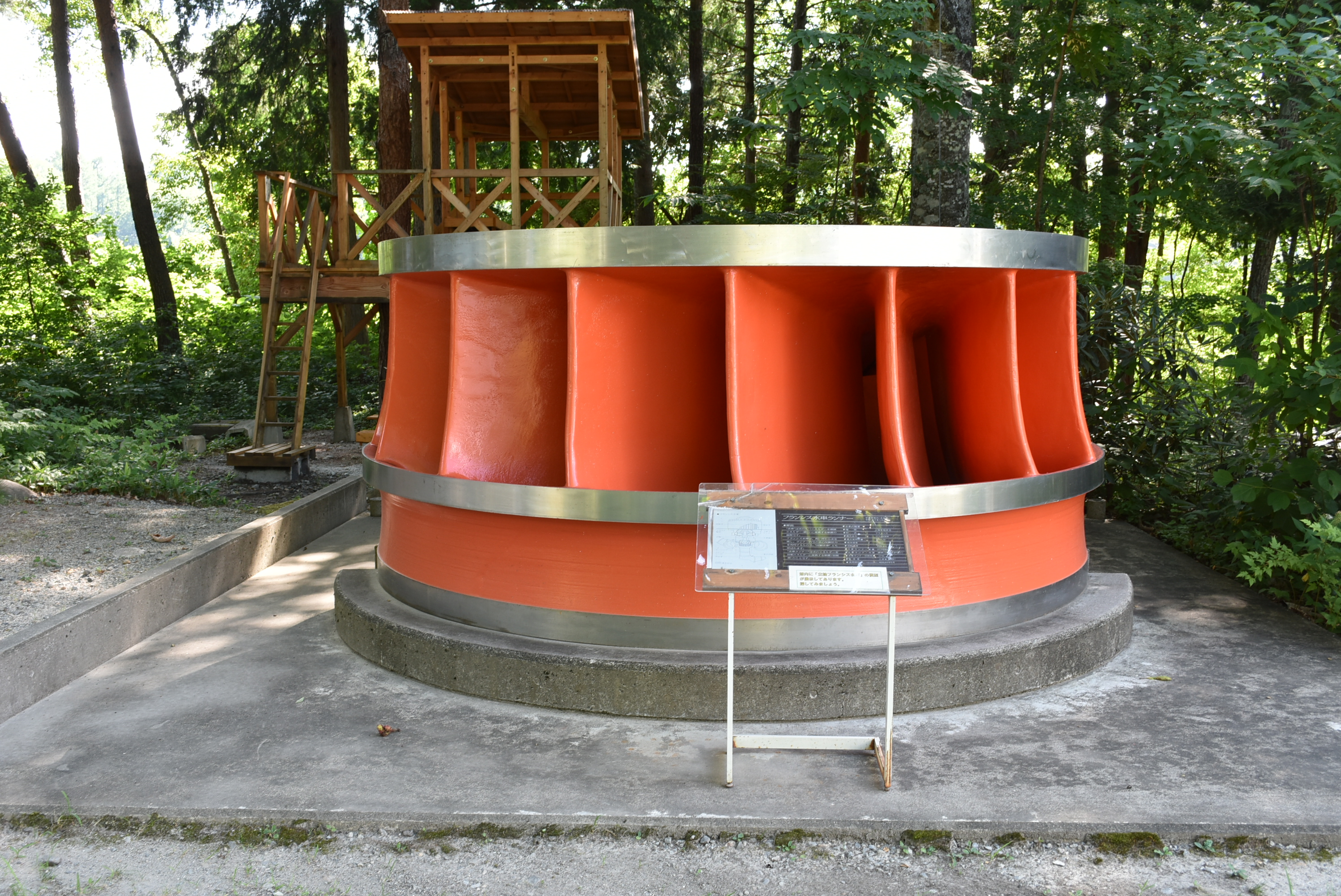
安曇発電所フランシス水車
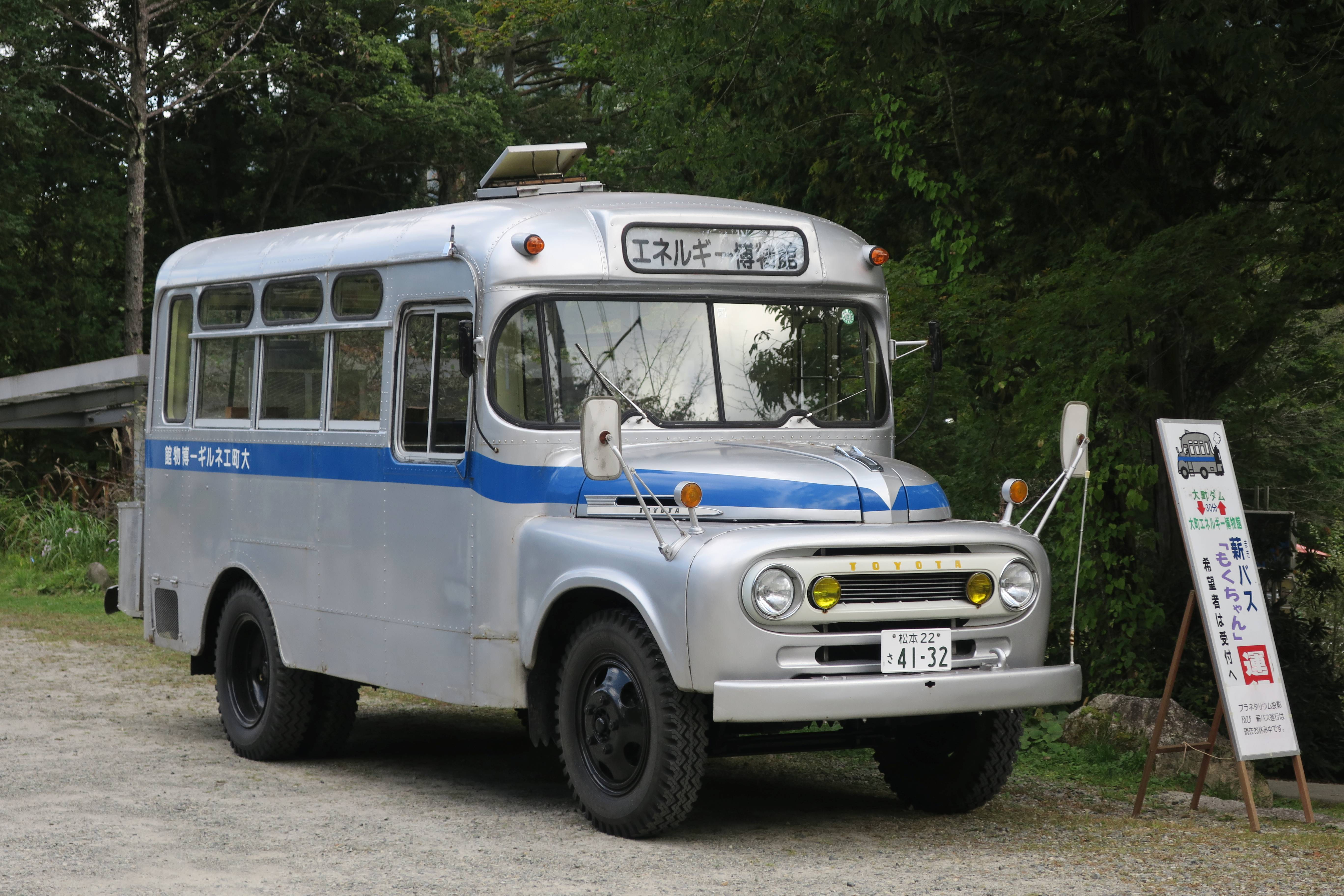
薪バス（木炭自動車）「もくちゃん」
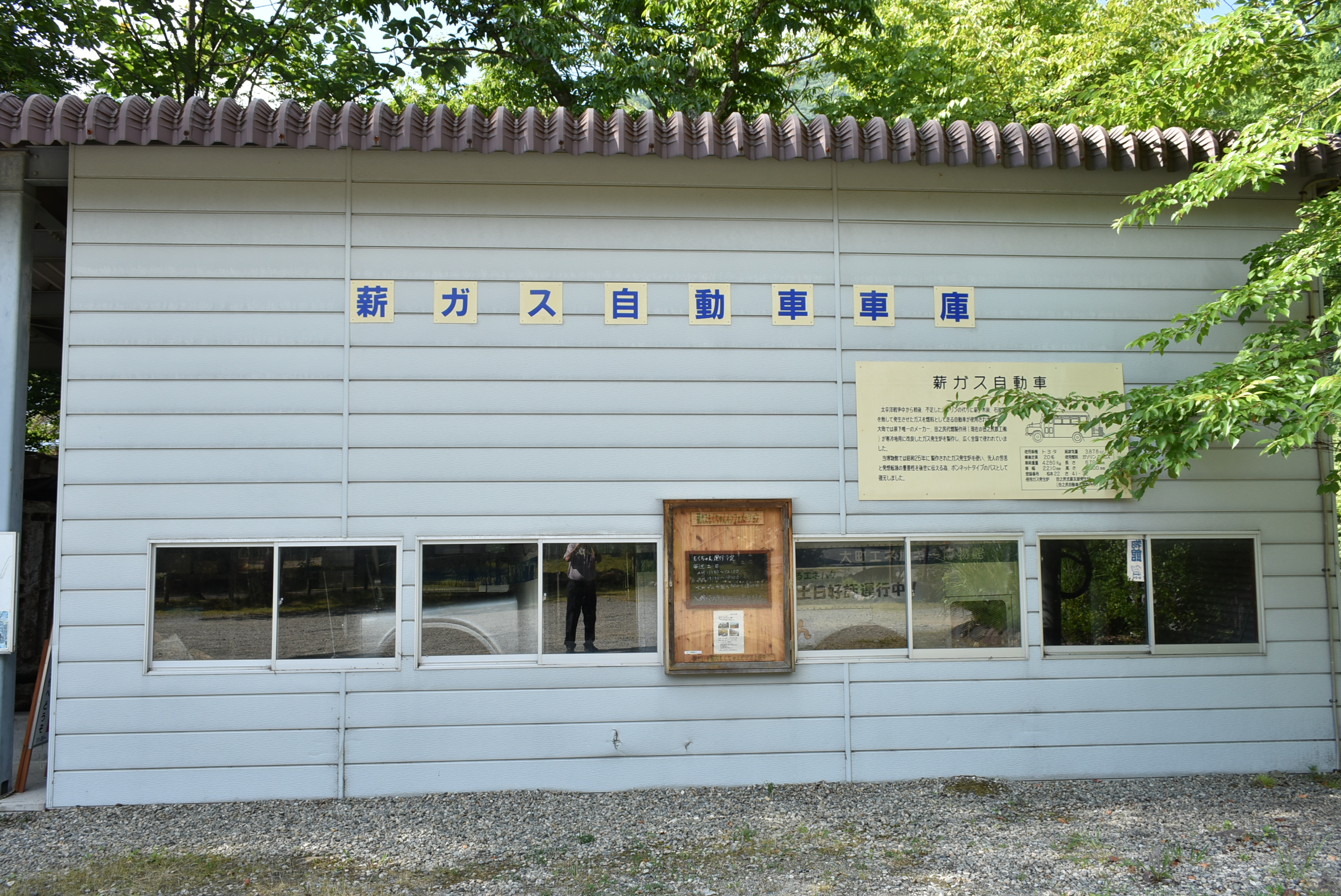
同 車庫

## 利用情報
- 開館時間	9時〜16時30分
- 休館日 水曜日・木曜日（12月〜3月は冬季休館）